# Lucius Junius Silanus Torquatus le jeune
Pour les articles homonymes, voir Junius Silanus.
Lucius Junius Silanus Torquatus le jeune (50 - 66), fils de Marcus Iunius Silanus, est élevé comme son fils par sa tante Junia Lepida et son mari Caius Cassius Longinus. Il est formé au droit et à la philosophie stoïcienne.

## Biographie
Lucius Junius Silanus Torquatus le jeune est accusé d'adultère incestueux avec sa tante. Rival de Néron, il aspire à l'empire. Tacite dit que cette accusation est fausse, parce que le malheur de son père a dû l'avertir. Mais il avoue lui-même, dans son récit de la conjuration de Pison, que L. Jun. Silanus se pose en candidat au principat, et que Pison refuse de tuer Néron dans sa maison, précisément parce qu'il craint que L. Jun. Silanus ne s'empare du pouvoir. 
Condamné d'abord à l'exil sur l'île de Naxos, il est enfermé à Barium, « où il supporte en sage l'indignité de son sort », lorsqu'il voit un jour arriver un centurion chargé de le tuer. Celui-ci lui conseille de se laisser ouvrir les veines. Silanus lui répond que la mort ne l'effraye pas, mais que jamais un bourreau n'aura l'honneur de le tuer. Le centurion, voyant que L. Jun. Silanus, bien que sans armes, est fort vigoureux, ordonne à ses soldats de le maîtriser. L. Jun. Silanus se défend, frappant les soldats qui l'attaquent. Le centurion finit par le faire tomber, couvert de blessures reçues toutes par devant comme dans un combat.
Il meurt sans enfant.